# Sidamulya (Kemranjen)
Sidamulya is een bestuurslaag in het regentschap Banyumas van de provincie Midden-Java, Indonesië. Sidamulya telt 3817 inwoners (volkstelling 2010).